# Kongressen i Korinth
Kongressen i Korinth ägde rum 481 f.Kr., under Spartas ledning och sammanförde ett antal grekiska stadsstater. Kongress enades om att göra slut på kriget mellan Aten och Egina. Man diskuterade också hotet från perserna. Aten var ovilligt att ställa sina styrkor under Sparta och dess kung Leonidas. Syrakusas tyrann Gelon ville ha högsta befälet, men Sparta och Aten vägrade detta. Under kongressen tvingades Gelon dock dra sig tillbaka, på grund av Karthagos planer på att invadera Sicilien. Slutligen gick Atens arkont och politiske ledare Themistokles med på att Atens flotta skulle tjäna under en spartansk amiral för att ena de grekiska stadsstaterna. I en miljö där grekerna ständigt slogs sönder i olika fraktioner inom städer och skapade rivalitet mellan städer var Themistokles handlingar avancerade och långsiktiga. Thebe och Thessalien var dock ovilliga att stödja Aten mot perserna och Kreta bestämde sig att förbli neutralt.